# 劉子延
劉子延（1529年—？），字體仁，號静山，直隸河間府滄州人，竈籍，明朝政治人物。

## 生平
嘉靖三十四年（1555年）乙卯科順天府鄉試第四十八名舉人。嘉靖三十五年（1556年）聯捷丙辰科會試第一百八十三名，三甲第八十六名進士。大理寺观政，授浙江慈溪县知县，三十八年升南京工部主事，致仕。

## 家族
曾祖劉慶；祖父劉珎，典史；父劉金，聽選官。母王氏；繼母張氏。弟刘子建。